# Joseph Kerr
Joseph Kerr, född 1765 i Pennsylvania, död 22 augusti 1837 nära Lake Providence, Louisiana, var en amerikansk politiker (demokrat-republikan). Han representerade delstaten Ohio i USA:s senat 1814-1815.
Kerr deltog i 1812 års krig. Han var verksam som affärsman. Han ägde bland annat en affär, ett hotell och ett slakteri. Han efterträdde 1814 Thomas Worthington som senator för Ohio. Han kandiderade inte till en sexårig mandatperiod i senaten och efterträddes året därpå av Benjamin Ruggles.
Kerr flyttade 1826 till Tennessee efter en konkurs. Han flyttade 1828 vidare till Louisiana där han var verksam som plantageägare.